# Championnats d'Europe de tir à l'arc en salle 2017
Navigation
Édition précédente Édition suivante
Les championnats d'Europe de tir à l'arc en salle 2017 sont une compétition sportive de tir à l'arc en salle qui a été organisée en 2017 à Vittel, en France. Il s'agit de la 16e édition des championnats d'Europe de tir à l'arc en salle.

## Résultats[1]

### Classique
| Épreuves                 | Or                                                          | Argent                                                            | Bronze                                                            |
| ------------------------ | ----------------------------------------------------------- | ----------------------------------------------------------------- | ----------------------------------------------------------------- |
| Individuel hommes        | David Pasqualucci Italie                                    | Dan Olaru Moldavie                                                | Jean-Charles Valladont France                                     |
| Individuel hommes junior | Erdal Meric Dal Turquie                                     | Thomas Chirault France                                            | Thomas Koenig France                                              |
| Individuel femmes        | Veronika Marchenko Ukraine                                  | Evgeniia Timofeeva Russie                                         | Angeline Cohendet France                                          |
| Individuel femmes junior | Tatiana Andreoli Italie                                     | Bryony Pitman Royaume-Uni                                         | Viktoria Kharitonova Russie                                       |
| Par équipe hommes        | Italie Marco Galiazzo Massimiliano Mandia David Pasqualucci | France Olivier Tavernier Jean-Charles Valladont Florent Mulot     | Russie Bair Tsybekdorzhiev Artem Makhnenko Galsan Bazarzhapov     |
| Par équipe hommes junior | France Thomas Koenig Thomas Chirault Valentin Ripaux        | Ukraine Anton Komar Mykyta Kravchuk Serhii Rozkydnyi              | Russie Erdem Tsydypov Bulat Dugarov Stanislav Cheeremiskin        |
| Par équipe femmes        | Pologne Natalia Lesniak Wioleta Myszor Karolina Farasiewicz | France Audrey Adiceom Tiffanie Banckaert Angeline Cohendet        | Ukraine Lidiia Sichenikova Veronika Marchenko Anastasia Pavlova   |
| Par équipe femmes junior | Italie Tanya Giaccheri Vanessa Landi Tatiana Andreoli       | Russie Tuiana Budazhapova Tatiana Plotnikova Viktoria Kharitonova | Royaume-Uni Elizabeth Warner Alyssia Tromans-Ansell Bryony Pitman |

### À poulie
| Épreuves                 | Or                                                   | Argent                                                          | Bronze                                                        |
| ------------------------ | ---------------------------------------------------- | --------------------------------------------------------------- | ------------------------------------------------------------- |
| Individuel hommes        | Jacopo Polidori Italie                               | Mike Schloesser Pays-Bas                                        | Stephan Hansen Danemark                                       |
| Individuel hommes junior | Nico Wiener Autriche                                 | Girard Nicolas France                                           | Goksel Altintas Turquie                                       |
| Individuel femmes        | Alexandra Savenkova Russie                           | Sarah Prieels Belgique                                          | Marcella Tonioli Italie                                       |
| Individuel femmes junior | Mariya Shkolna Pologne                               | Bairma Aiurzanaeva Russie                                       | Layla Annison Royaume-Uni                                     |
| Par équipe hommes        | Italie Sergio Pagni Jacopo Polidori Michele Nencioni | Pays-Bas Peter Elzinga Mike Schloesser Pim Van de Ven           | Russie Alexander Dambaev Anton Bulaev Viktor Kalashnikov      |
| Par équipe hommes junior | Danemark Christoffer Berg Simon Olsen Sune Rasmussen | Italie Jesse Sut Manuel Festi Viviano Mior                      | Russie Dmitry Stepanov Evgeny Sokol Roman Efimov              |
| Par équipe femmes        | Danemark Erika Anear Sarah Sonnichsen Tanja Jensen   | Italie Irene Franchini Laura Longo Marcella Tonioli             | Russie Natalia Avdeeva Mariia Vinogradova Alexandra Savenkova |
| Par équipe femmes junior | Estonie Lisell Jaatma Emily Hoim Meeri-Marita Paas   | Russie Elizaveta Koroleva Elizaveta Kniazeva Bairma Aiurzanaeva | Italie Elisa Roner Camilla Alberti Erica Benzini              |